# Guanajuato (Bundesstaat)
Der Bundesstaat Guanajuato (gwanaˈxwato), offiziell Freier und Souveräner Staat Guanajuato (spanisch Estado Libre y Soberano de Guanajuato), liegt im mittleren Norden Mexikos. Er hat 6.166.934 Einwohner auf 30.608 km². Hauptstadt ist die namensgebende Stadt Guanajuato. Guanajuato ist einer der wirtschaftlich dynamischsten Bundesstaaten, dessen Wachstumsraten regelmäßig über dem Landesdurchschnitt liegen. Die bedeutenden Industriestädte León, Acámbaro, Irapuato und Celaya liegen in diesem Staat.

## Bevölkerungsentwicklung
| Jahr | Einwohnerzahl |
| ---- | ------------- |
| 1950 | 1.328.712     |
| 1960 | 1.735.490     |
| 1970 | 2.270.370     |
| 1980 | 3.006.110     |
| 1990 | 3.982.593     |
| 1995 | 4.406.568     |
| 2000 | 4.663.032     |
| 2005 | 4.893.812     |
| 2010 | 5.486.372     |
| 2015 | 5.853.677     |
| 2020 | 6.166.934     |

## Geschichte
Aufgrund des hohen Silbervorkommens war Guanajuato, nach Zentralmexiko und der Küste des Golfs von Mexiko, eines der ersten Gebiete, die von den Spaniern in den 1520ern kolonisiert wurden. Noch heute zählen die Silberminen Guanajuatos zu den produktivsten der Welt. Neben Silber werden auch Zinn, Gold, Kupfer, Blei, Quecksilber und Opale gefördert. Guanajuato war in der spanischen Kolononialzeit Teil des Vizekönigreichs Neuspanien. Der Bundesstaat entstand gegen Ende des Mexikanischen Unabhängigkeitskriegs am 20. Dezember 1823.
Guanajuato gehört wegen des seit 2006 in Mexiko geführten Drogenkriegs zu den gefährlichsten Regionen des Landes.

## Gliederung
Der Bundesstaat teilt sich in 5 geographische Regionen:
- Los Altos oder Llanos Arribeños
- La Sierra Gorda
- La Sierra Central
- El Bajío
- Valles Abajeños oder Valles del Sur

Politisch gliedert sich Guanajuato in 46 Municipios.